# Zurich (Kansas)
Zurich és una població dels Estats Units a l'estat de Kansas. Segons el cens del 2000 tenia 126 habitants.

## Demografia
Segons el cens del 2000, Zurich tenia 126 habitants, 51 habitatges, i 37 famílies. La densitat de població era de 286,2 habitants/km².
Dels 51 habitatges en un 27,5% hi vivien nens de menys de 18 anys, en un 64,7% hi vivien parelles casades, en un 7,8% dones solteres, i en un 25,5% no eren unitats familiars. En el 21,6% dels habitatges hi vivien persones soles el 7,8% de les quals corresponia a persones de 65 anys o més que vivien soles. El nombre mitjà de persones vivint en cada habitatge era de 2,47 i el nombre mitjà de persones que vivien en cada família era de 2,89.
Per edats la població es repartia de la següent manera: un 25,4% tenia menys de 18 anys, un 6,3% entre 18 i 24, un 26,2% entre 25 i 44, un 23% de 45 a 60 i un 19% 65 anys o més.
L'edat mediana era de 40 anys. Per cada 100 dones de 18 o més anys hi havia 88 homes.
La renda mediana per habitatge era de 32.000 $ i la renda mediana per família de 33.125 $. Els homes tenien una renda mediana de 25.313 $ mentre que les dones 14.107 $. La renda per capita de la població era de 12.235 $. Entorn del 5,7% de les famílies i el 4,7% de la població estaven per davall del llindar de pobresa.

## Poblacions més properes
El següent diagrama mostra les poblacions més properes.